# Polycyrtus tinctipennis
Polycyrtus tinctipennis là một loài tò vò trong họ Ichneumonidae.